# Leonard Rosenman
Leonard Rosenman (Brooklyn, Nova York, 7 de setembro de 1924 — Woodland Hills, Los Angeles, 4 de março de 2008) foi um compositor norte-americano. Ele compôs músicas que fizeram parte da trilha sonora de alguns filmes, entre eles: Star Trek IV: The Voyage Home, Beneath the Planet of the Apes, Barry Lyndon e o filme de animação The Lord of the Rings.

## Trilhas para o cinema
- Ver Categoria:Filmes com trilha sonora de Leonard Rosenman